# Liste des monuments historiques de la Haute-Savoie
Cet article recense les monuments historiques de la Haute-Savoie, en France.
- Pour les monuments historiques d'Annecy, voir la liste des monuments historiques d'Annecy

## Statistiques
Au 30 juillet 2025, la Haute-Savoie compte 204 édifices comportant au moins une protection au titre des monuments historiques, dont 61 sont classés et 142 sont inscrits. Le total des monuments classés et inscrits est supérieur au nombre total de monuments protégés car plusieurs d'entre eux sont à la fois classés et inscrits.
La liste suivante les recense, organisés par commune.

## Liste
Pour la commune d'Annecy, voir l'article « Liste des monuments historiques d'Annecy ».
| Monument                                                         | Commune                                                      | Adresse                                                  | Coordonnées                                   | Notice                                        | Protection                                    | Date                                          | Illustration                                                     |
| ---------------------------------------------------------------- | ------------------------------------------------------------ | -------------------------------------------------------- | --------------------------------------------- | --------------------------------------------- | --------------------------------------------- | --------------------------------------------- | ---------------------------------------------------------------- |
| Abbaye d'Abondance                                               | Abondance                                                    |                                                          | 46° 16′ 52″ nord, 6° 43′ 13″ est              | « PA00118335 »                                | Classement                                    | 1875                                          | Abbaye d'Abondance                                               |
| Terrasse d'Abondance                                             | Abondance                                                    |                                                          | 46° 16′ 51″ nord, 6° 43′ 09″ est              | « PA00118336 »                                | Inscription                                   | 1949                                          | Image manquante Téléverser                                       |
| Croix d'Alex                                                     | Alex                                                         | Place de l'Église                                        | 45° 53′ 22″ nord, 6° 14′ 17″ est              | « PA00118337 »                                | Inscription                                   | 1926                                          | Croix d'Alex                                                     |
| Bloc erratique sculpté d'Allinges                                | Allinges                                                     |                                                          | 46° 19′ 36″ nord, 6° 29′ 03″ est              | « PA00118338 »                                | Classement                                    | 1907                                          | Bloc erratique sculpté d'Allinges                                |
| Château-Vieux et Château-Neuf d'Allinges                         | Allinges                                                     |                                                          | 46° 19′ 53″ nord, 6° 27′ 52″ est              | « PA00118339 »                                | Classement Classement                         | 1907 2011                                     | Château-Vieux et Château-Neuf d'Allinges                         |
| Pont de la Caille                                                | Allonzier-la-Caille                                          | Route des Ponts                                          | 46° 00′ 45″ nord, 6° 06′ 42″ est              | « PA00118340 »                                | Inscription                                   | 1966                                          | Pont de la Caille                                                |
| Chapelle de Charly                                               | Andilly                                                      |                                                          | 46° 04′ 11″ nord, 6° 04′ 11″ est              | « PA00118341 »                                | Inscription                                   | 1975                                          | Chapelle de Charly                                               |
|                                                                  | Annecy                                                       | Voir Liste des monuments historiques d'Annecy            | Voir Liste des monuments historiques d'Annecy | Voir Liste des monuments historiques d'Annecy | Voir Liste des monuments historiques d'Annecy | Voir Liste des monuments historiques d'Annecy | Voir Liste des monuments historiques d'Annecy                    |
| Chapelle œcuménique de Flaine                                    | Arâches-la-Frasse                                            | Flaine                                                   | 46° 00′ 18″ nord, 6° 41′ 35″ est              | « PA74000018 »                                | Classement                                    | 2014                                          | Chapelle œcuménique de Flaine                                    |
| Hôtel Le Flaine                                                  | Arâches-la-Frasse                                            | Station de Flaine                                        | 46° 00′ 19″ nord, 6° 41′ 32″ est              | « PA00118476 »                                | Inscription                                   | 1991                                          | Hôtel Le Flaine                                                  |
| Immeuble Bételgeuse                                              | Arâches-la-Frasse                                            | Station de Flaine                                        | 46° 00′ 20″ nord, 6° 41′ 32″ est              | « PA00118477 »                                | Inscription                                   | 1991                                          | Immeuble Bételgeuse                                              |
| Nécropole de Morette                                             | La Balme-de-Thuy (également située sur la commune de Thônes) |                                                          | 45° 53′ 54″ nord, 6° 17′ 14″ est              | « PA74000027 »                                | Inscription                                   | 2015                                          | Nécropole de Morette                                             |
| Vieille Église                                                   | La Balme-de-Thuy                                             | La Chapelle                                              | 45° 54′ 03″ nord, 6° 16′ 35″ est              | « PA00118362 »                                | Classement                                    | 1979                                          | Image manquante Téléverser                                       |
| Croix de Bellevaux                                               | Bellevaux                                                    |                                                          | 46° 15′ 24″ nord, 6° 31′ 54″ est              | « PA00118363 »                                | Inscription                                   | 1932                                          | Croix de Bellevaux                                               |
| Maison forte de Loëx                                             | Bonne                                                        | Route de Loëx                                            | 46° 09′ 57″ nord, 6° 18′ 23″ est              | « PA00125743 »                                | Inscription                                   | 1993                                          | Maison forte de Loëx                                             |
| Château de Bonneville                                            | Bonneville                                                   | Rue Porte-du-Château                                     | 46° 04′ 44″ nord, 6° 24′ 30″ est              | « PA00118364 »                                | Inscription                                   | 1987                                          | Château de Bonneville                                            |
| Colonne de Charles-Félix                                         | Bonneville                                                   | Avenue des Glières                                       | 46° 04′ 32″ nord, 6° 24′ 20″ est              | « PA00118365 »                                | Inscription                                   | 1942                                          | Colonne de Charles-Félix                                         |
| Fontaine de Bonneville                                           | Bonneville                                                   | Place de l'Hotêl de Ville                                | 46° 04′ 39″ nord, 6° 24′ 32″ est              | « PA00118366 »                                | Inscription                                   | 1942                                          | Fontaine de Bonneville                                           |
| Maison forte de Mieudry                                          | Boussy                                                       | Mieudry                                                  | 45° 51′ 43″ nord, 5° 58′ 45″ est              | « PA74000019 »                                | Inscription                                   | 2014                                          | Image manquante Téléverser                                       |
| Château d'Avully                                                 | Brenthonne                                                   |                                                          | 46° 16′ 18″ nord, 6° 24′ 04″ est              | « PA00118367 »                                | Inscription                                   | 1974                                          | Château d'Avully                                                 |
| Église Saint-Michel de Chamonix-Mont-Blanc                       | Chamonix-Mont-Blanc                                          | Rue La-Mollard                                           | 45° 55′ 26″ nord, 6° 52′ 05″ est              | « PA00118368 »                                | Classement                                    | 1979                                          | Église Saint-Michel de Chamonix-Mont-Blanc                       |
| Fontaine de Chamonix-Mont-Blanc                                  | Chamonix-Mont-Blanc                                          | Place Jacques-Balmat                                     | 45° 55′ 23″ nord, 6° 52′ 10″ est              | « PA00118369 »                                | Classement                                    | 1941                                          | Fontaine de Chamonix-Mont-Blanc                                  |
| Fontaine de Chamonix-Mont-Blanc                                  | Chamonix-Mont-Blanc                                          | Avenue du Mont-Blanc                                     | 45° 55′ 30″ nord, 6° 52′ 13″ est              | « PA00118370 »                                | Classement                                    | 1941                                          | Image manquante Téléverser                                       |
| Piste olympique de bobsleigh des Pélerins                        | Chamonix-Mont-Blanc                                          |                                                          | 45° 54′ 22″ nord, 6° 51′ 23″ est              | « PA74000057 »                                | Inscrit                                       | 2024                                          | Piste olympique de bobsleigh des Pélerins                        |
| Ancien presbytère de Chamonix-Mont-Blanc                         | Chamonix-Mont-Blanc                                          |                                                          | 45° 55′ 26″ nord, 6° 52′ 05″ est              | « PA00118371 »                                | Inscription                                   | 1941                                          | Ancien presbytère de Chamonix-Mont-Blanc                         |
| Château de Beauregard                                            | Chens-sur-Léman                                              |                                                          | 46° 19′ 44″ nord, 6° 15′ 48″ est              | « PA00118372 »                                | Inscription                                   | 1964                                          | Château de Beauregard                                            |
| Port de Tougues                                                  | Chens-sur-Léman                                              |                                                          | 46° 19′ 24″ nord, 6° 15′ 20″ est              | « PA00135661 »                                | Classement                                    | 1997                                          | Port de Tougues                                                  |
| Château de Choisy                                                | Choisy                                                       |                                                          | 45° 59′ 17″ nord, 6° 02′ 50″ est              | « PA00118373 »                                | Inscription                                   | 1982                                          | Image manquante Téléverser                                       |
| Pont Romain                                                      | Les Clefs                                                    |                                                          | 45° 51′ 48″ nord, 6° 19′ 40″ est              | « PA00118374 »                                | Inscription                                   | 1947                                          | Pont Romain                                                      |
| Château de Clermont                                              | Clermont                                                     |                                                          | 45° 58′ 26″ nord, 5° 54′ 32″ est              | « PA00118375 »                                | Inscription Classement                        | 1988 1950                                     | Château de Clermont                                              |
| Église Saint-Étienne de Clermont                                 | Clermont                                                     |                                                          | 45° 58′ 21″ nord, 5° 54′ 33″ est              | « PA00118376 »                                | Classement                                    | 1991                                          | Église Saint-Étienne de Clermont                                 |
| Fontaine de Cluses                                               | Cluses                                                       | Place du Champ-de-Foire                                  | 46° 03′ 29″ nord, 6° 34′ 51″ est              | « PA00118377 »                                | Inscription                                   | 1984                                          | Fontaine de Cluses                                               |
| Pont Vieux                                                       | Cluses                                                       |                                                          | 46° 03′ 23″ nord, 6° 34′ 46″ est              | « PA00118378 »                                | Inscription                                   | 1975                                          | Pont Vieux                                                       |
| Maison                                                           | Collonges-sous-Salève                                        | 96 chemin des Chênes                                     | 46° 08′ 19″ nord, 6° 08′ 40″ est              | « PA74000003 »                                | Inscription                                   | 2000                                          | Image manquante Téléverser                                       |
| Église Saint-Nicolas de Combloux                                 | Combloux                                                     |                                                          | 45° 53′ 46″ nord, 6° 38′ 31″ est              | « PA00118379 »                                | Inscription Classement                        | 1971 1971                                     | Église Saint-Nicolas de Combloux                                 |
| Ferme à Isidore                                                  | Combloux                                                     | Basseville, 109 chemin de la Promenade                   | 45° 53′ 43″ nord, 6° 38′ 47″ est              | « PA74000005 »                                | Inscription                                   | 2004                                          | Ferme à Isidore                                                  |
| Cimetière de Contamine-sur-Arve                                  | Contamine-sur-Arve                                           | Route de la Mairie                                       | 46° 07′ 42″ nord, 6° 20′ 29″ est              | « PA00118380 »                                | Inscription                                   | 1943                                          | Cimetière de Contamine-sur-Arve                                  |
| Église Sainte-Foy de Contamine-sur-Arve                          | Contamine-sur-Arve                                           | Route de la Mairie                                       | 46° 07′ 42″ nord, 6° 20′ 30″ est              | « PA00118381 »                                | Classement                                    | 1909                                          | Église Sainte-Foy de Contamine-sur-Arve                          |
| Chapelle Notre-Dame-de-la-Gorge                                  | Les Contamines-Montjoie                                      |                                                          | 45° 47′ 31″ nord, 6° 42′ 55″ est              | « PA74000022 »                                | Inscription                                   | 2015                                          | Chapelle Notre-Dame-de-la-Gorge                                  |
| Borne frontière de Cordon                                        | Cordon                                                       | La Jorasse                                               | 45° 52′ 51″ nord, 6° 34′ 13″ est              | « PA00118382 »                                | Classement                                    | 1971                                          | Borne frontière de Cordon                                        |
| Église Notre-Dame-de-l'Assomption de Cordon                      | Cordon                                                       | La Frasse                                                | 45° 55′ 20″ nord, 6° 36′ 37″ est              | « PA00118383 »                                | Classement                                    | 2004                                          | Église Notre-Dame-de-l'Assomption de Cordon                      |
| Chapelle de la Maladière-de-Veige                                | Cornier                                                      |                                                          | 46° 05′ 34″ nord, 6° 19′ 13″ est              | « PA00118385 »                                | Inscription                                   | 1932                                          | Chapelle de la Maladière-de-Veige                                |
| Chapelle de Moussy                                               | Cornier                                                      | Moussy                                                   | 46° 05′ 27″ nord, 6° 17′ 08″ est              | « PA00118384 »                                | Inscription                                   | 1930                                          | Chapelle de Moussy                                               |
| Maison dite de Fésigny                                           | Cruseilles                                                   | 33, rue du Corbet                                        | 46° 02′ 06″ nord, 6° 06′ 24″ est              | « PA74000021 »                                | Inscription                                   | 2014                                          | Maison dite de Fésigny                                           |
| Pont de la Caille                                                | Cruseilles                                                   |                                                          | 46° 00′ 45″ nord, 6° 06′ 42″ est              | « PA00118386 »                                | Inscription                                   | 1966                                          | Pont de la Caille                                                |
| Voie romaine et inscription commémorative                        | Dingy-Saint-Clair                                            |                                                          | 45° 54′ 20″ nord, 6° 12′ 22″ est              | « PA00118387 »                                | Classement                                    | 1929                                          | Voie romaine et inscription commémorative                        |
| Maison Blain                                                     | Doussard                                                     | Hameau de Verthier                                       | 45° 47′ 15″ nord, 6° 14′ 01″ est              | « PA00118388 »                                | Inscription                                   | 1974                                          | Maison Blain                                                     |
| Pont sur l'Eau Morte                                             | Doussard                                                     | Hameau de Verthier                                       | 45° 47′ 13″ nord, 6° 13′ 56″ est              | « PA00118389 »                                | Inscription                                   | 1974                                          | Pont sur l'Eau Morte                                             |
| Manoir Chapuis                                                   | Douvaine                                                     | Au centre du bourg                                       | 46° 18′ 21″ nord, 6° 17′ 53″ est              | « PA00135662 »                                | Inscription                                   | 1995                                          | Manoir Chapuis                                                   |
| Nouveau centre urbain                                            | Douvaine                                                     | Avenue du Stade Rue du Marché Chemin du Voinier          | 46° 18′ 16″ nord, 6° 18′ 11″ est              | « PA74000032 »                                | Inscription                                   | 2017                                          | Nouveau centre urbain                                            |
| Château de Châteauvieux                                          | Duingt                                                       |                                                          | 45° 49′ 44″ nord, 6° 12′ 12″ est              | « PA00118391 »                                | Inscription                                   | 1988                                          | Château de Châteauvieux                                          |
| Château d'Héré                                                   | Duingt                                                       |                                                          | 45° 49′ 26″ nord, 6° 12′ 52″ est              | « PA00118390 »                                | Inscription                                   | 1984                                          | Château d'Héré                                                   |
| Église Notre-Dame-de-la-Paix d'Étrembières                       | Étrembières                                                  | 525 rue Charles-de-Gaulle                                | 46° 09′ 47″ nord, 6° 11′ 04″ est              | « PA74000040 »                                | Inscrit                                       | 2021                                          | Image manquante Téléverser                                       |
| Buvette Cachat                                                   | Évian-les-Bains                                              | 19 rue Nationale ; avenue du Griffon-Cachat              | 46° 24′ 01″ nord, 6° 35′ 31″ est              | « PA00118392 »                                | Inscription                                   | 1986                                          | Buvette Cachat                                                   |
| Buvette Prouvé-Novarina                                          | Évian-les-Bains                                              | Avenue Jean-Léger                                        | 46° 24′ 02″ nord, 6° 35′ 41″ est              | « PA00118393 »                                | Classement                                    | 2013                                          | Buvette Prouvé-Novarina                                          |
| Église d'Évian-les-Bains                                         | Évian-les-Bains                                              |                                                          | 46° 24′ 05″ nord, 6° 35′ 16″ est              | « PA00118394 »                                | Inscription                                   | 1974                                          | Église d'Évian-les-Bains                                         |
| Établissement thermal (actuellement Palais Lumière)              | Évian-les-Bains                                              | Quai Charles-Albert-Besson                               | 46° 24′ 05″ nord, 6° 35′ 29″ est              | « PA00118395 »                                | Inscription                                   | 1986                                          | Établissement thermal (actuellement Palais Lumière)              |
| Funiculaire d'Évian-les-Bains                                    | Évian-les-Bains                                              |                                                          | 46° 23′ 59″ nord, 6° 35′ 30″ est              | « PA00118396 »                                | Inscription                                   | 1984                                          | Funiculaire d'Évian-les-Bains                                    |
| Hôtel de ville d'Évian-les-Bains                                 | Évian-les-Bains                                              | Quai Charles-Albert-Besson                               | 46° 24′ 04″ nord, 6° 35′ 27″ est              | « PA00118397 »                                | Inscription                                   | 1981                                          | Hôtel de ville d'Évian-les-Bains                                 |
| Théâtre du Casino (actuellement Théâtre Antoine Riboud)          | Évian-les-Bains                                              | quai du baron de Blonay                                  | 46° 24′ 04″ nord, 6° 35′ 24″ est              | « PA74000020 »                                | Inscription                                   | 17 mars 2014                                  | Théâtre du Casino (actuellement Théâtre Antoine Riboud)          |
| Villa La Sapinière                                               | Évian-les-Bains                                              | 20 avenue de Noailles                                    | 46° 23′ 54″ nord, 6° 34′ 12″ est              | « PA00118398 »                                | Inscription                                   | 1987                                          | Villa La Sapinière                                               |
| Église Saint-François-de-Sales                                   | Faucigny                                                     | Le Village                                               | 46° 07′ 05″ nord, 6° 21′ 32″ est              | « PA74000004 »                                | Inscription                                   | 2001                                          | Église Saint-François-de-Sales                                   |
| Château de Faverges                                              | Faverges-Seythenex                                           |                                                          | 45° 44′ 44″ nord, 6° 17′ 51″ est              | « PA00118478 »                                | Inscription                                   | 1991                                          | Château de Faverges                                              |
| Église Saint-Jean-Baptiste de Viuz                               | Faverges-Seythenex                                           |                                                          | 45° 44′ 42″ nord, 6° 17′ 44″ est              | « PA00118399 »                                | Inscription                                   | 1926                                          | Église Saint-Jean-Baptiste de Viuz                               |
| Thermes antiques de Faverges                                     | Faverges-Seythenex                                           | Le Thovey, impasse Thermes                               | 45° 44′ 56″ nord, 6° 18′ 09″ est              | « PA00118479 »                                | Classement                                    | 1992                                          | Thermes antiques de Faverges                                     |
| Château de Sales                                                 | Fillière                                                     | Thorens-Glières                                          | 45° 59′ 40″ nord, 6° 15′ 30″ est              | « PA00118464 »                                | Inscription                                   | 1960                                          | Château de Sales                                                 |
| Meulières du Mont Vouan                                          | Fillinges                                                    |                                                          | 46° 09′ 34″ nord, 6° 22′ 47″ est              | « PA74000007 »                                | Classement                                    | 2009                                          | Meulières du Mont Vouan                                          |
| Église Saint-Pierre de La Forclaz                                | La Forclaz                                                   |                                                          | 46° 19′ 17″ nord, 6° 36′ 53″ est              | « PA74000055 »                                | Inscrit                                       | 2023                                          | Église Saint-Pierre de La Forclaz                                |
| Ferme de Bel-Air                                                 | Frangy                                                       | La Fin de Moizy, route de Moizy                          | 46° 01′ 22″ nord, 5° 55′ 27″ est              | « PA74000013 »                                | Inscription                                   | 2010                                          | Ferme de Bel-Air                                                 |
| Giez                                                             | Giez                                                         |                                                          | 45° 45′ 05″ nord, 6° 14′ 46″ est              | « PA00118400 »                                | Inscription                                   | 1979                                          | Giez                                                             |
| Monument national à la Résistance du plateau des Glières         | Glières-Val-de-Borne                                         |                                                          | 45° 57′ 54″ nord, 6° 20′ 00″ est              | « PA74000038 »                                | Inscrit                                       | 2020                                          | Monument national à la Résistance du plateau des Glières         |
| Presbytère du Petit-Bornand-les-Glières                          | Glières-Val-de-Borne                                         | Le Petit-Bornand-les-Glières                             | 46° 00′ 16″ nord, 6° 23′ 41″ est              | « PA00118418 »                                | Inscription                                   | 1985                                          | Presbytère du Petit-Bornand-les-Glières                          |
| Croix de chemin du Grand-Bornand                                 | Le Grand-Bornand                                             | Clos du Pin                                              | 45° 56′ 28″ nord, 6° 26′ 34″ est              | « PA00118401 »                                | Classement                                    | 1944                                          | Image manquante Téléverser                                       |
| Maison du patrimoine bornandin                                   | Le Grand-Bornand                                             | Envers de Villeneuve                                     | 45° 56′ 30″ nord, 6° 25′ 53″ est              | « PA74000008 »                                | Inscription                                   | 2007                                          | Image manquante Téléverser                                       |
| Christ-Roi (Les Houches)                                         | Les Houches                                                  | Chemin du Christ-Roi                                     | 45° 54′ 10″ nord, 6° 48′ 06″ est              | « PA74000039 »                                | Inscrit                                       | 2020                                          | Image manquante Téléverser                                       |
| Château de Montrottier                                           | Lovagny                                                      | Montrottier                                              | 45° 53′ 55″ nord, 6° 02′ 20″ est              | « PA00118402 »                                | Inscription Classement                        | 1987 1919                                     | Château de Montrottier                                           |
| Sculpture tricéphale                                             | Lugrin                                                       | Chez Busset                                              | 46° 23′ 54″ nord, 6° 39′ 31″ est              | « PA00118403 »                                | Classement                                    | 1954                                          | Sculpture tricéphale                                             |
| Château de Buffavent                                             | Lully                                                        |                                                          | 46° 17′ 18″ nord, 6° 24′ 24″ est              | « PA00118404 »                                | Inscription                                   | 1944                                          | Château de Buffavent                                             |
| Château de la Rochette                                           | Lully                                                        |                                                          | 46° 17′ 29″ nord, 6° 25′ 37″ est              | « PA00118405 »                                | Inscription                                   | 1932                                          | Château de la Rochette                                           |
| Maison forte de Loche                                            | Magland                                                      | 1022 rue Nationale                                       | 46° 01′ 16″ nord, 6° 37′ 15″ est              | « PA00132830 »                                | Inscription                                   | 1994                                          | Maison forte de Loche                                            |
| Calvaire de Megève                                               | Megève                                                       | Pallaz d'Aval                                            | 45° 51′ 21″ nord, 6° 37′ 35″ est              | « PA00118406 »                                | Classement                                    | 1988                                          | Calvaire de Megève                                               |
| Église Saint-Jean-Baptiste de Megève                             | Megève                                                       |                                                          | 45° 51′ 24″ nord, 6° 37′ 06″ est              | « PA00118407 »                                | Inscription                                   | 1988                                          | Église Saint-Jean-Baptiste de Megève                             |
| Maison de Henry Jacques Le Même                                  | Megève                                                       | 98 montée du Calvaire                                    | 45° 51′ 25″ nord, 6° 37′ 14″ est              | « PA00135663 »                                | Inscription                                   | 1995                                          | Maison de Henry Jacques Le Même                                  |
| Prieuré de Meillerie                                             | Meillerie                                                    |                                                          | 46° 24′ 26″ nord, 6° 43′ 08″ est              | « PA00118468 »                                | Inscription Inscription                       | 1990 2015                                     | Prieuré de Meillerie                                             |
| Château de Menthon-Saint-Bernard                                 | Menthon-Saint-Bernard                                        | Le Châtelard                                             | 45° 51′ 50″ nord, 6° 12′ 14″ est              | « PA00118469 »                                | Inscription                                   | 2020                                          | Château de Menthon-Saint-Bernard                                 |
| Thermes antiques de Menthon-Saint-Bernard                        | Menthon-Saint-Bernard                                        | La Muraz                                                 | 45° 51′ 18″ nord, 6° 11′ 20″ est              | « PA00118472 »                                | Inscription                                   | 1990                                          | Image manquante Téléverser                                       |
| Pierre à cupules de Veigy                                        | Messery                                                      | Veigy                                                    | 46° 20′ 58″ nord, 6° 16′ 38″ est              | « PA00118408 »                                | Classement                                    | 1931                                          | Image manquante Téléverser                                       |
| Église Saint-Gervais-et-Saint-Protais de Mieussy                 | Mieussy                                                      |                                                          | 46° 08′ 09″ nord, 6° 31′ 24″ est              | « PA00118409 »                                | Inscription                                   | 1926                                          | Église Saint-Gervais-et-Saint-Protais de Mieussy                 |
| Maison forte de Novéry                                           | Minzier                                                      |                                                          | 46° 03′ 29″ nord, 5° 59′ 00″ est              | « PA00125744 »                                | Inscription                                   | 1993                                          | Maison forte de Novéry                                           |
| Maison « La Ruine »                                              | Minzier                                                      | 643 route du Crêt                                        | 46° 03′ 04″ nord, 5° 59′ 26″ est              | « PA74000033 »                                | Inscription                                   | 2017                                          | Maison « La Ruine »                                              |
| Gare haute du téléphérique du Salève                             | Monnetier-Mornex                                             |                                                          | 46° 09′ 15″ nord, 6° 11′ 36″ est              | « PA74000035 »                                | Inscription                                   | 30 mars 2018                                  | Gare haute du téléphérique du Salève                             |
| Chalet Sol i Neu                                                 | Morzine                                                      | 296 chemin du Mas Metout                                 | 46° 11′ 00″ nord, 6° 42′ 27″ est              | « PA74000034 »                                | Inscription                                   | 16 avril 2018                                 | Chalet Sol i Neu                                                 |
| Voie romaine et inscription commémorative                        | Nâves-Parmelan                                               |                                                          | 45° 54′ 20″ nord, 6° 12′ 24″ est              | « PA00118410 »                                | Classement                                    | 1929                                          | Voie romaine et inscription commémorative                        |
| Chapelle de Maraîche                                             | Neuvecelle                                                   | Maraîche                                                 | 46° 23′ 53″ nord, 6° 36′ 50″ est              | « PA00118411 »                                | Classement                                    | 1921                                          | Chapelle de Maraîche                                             |
| Funiculaire d'Évian-les-Bains à Neuvecelle                       | Neuvecelle                                                   |                                                          | 46° 23′ 40″ nord, 6° 35′ 33″ est              | « PA00118412 »                                | Inscription                                   | 1984                                          | Funiculaire d'Évian-les-Bains à Neuvecelle                       |
| Croix du chef-lieu                                               | Neydens                                                      |                                                          | 46° 07′ 15″ nord, 6° 06′ 14″ est              | « PA00118413 »                                | Inscription                                   | 1950                                          | Croix du chef-lieu                                               |
| Croix de Verrières                                               | Neydens                                                      |                                                          | 46° 07′ 15″ nord, 6° 06′ 15″ est              | « PA00118414 »                                | Inscription                                   | 1950                                          | Croix de Verrières                                               |
| Lanterne des morts de Nonglard                                   | Nonglard                                                     | À l'angle de la route du Chef-Lieu et de la VC 2         | 45° 55′ 06″ nord, 6° 01′ 11″ est              | « PA00118415 »                                | Inscription                                   | 1964                                          | Lanterne des morts de Nonglard                                   |
| Église Notre-Dame-de-Toute-Grâce du plateau d'Assy               | Passy                                                        | Plateau d'Assy                                           | 45° 56′ 22″ nord, 6° 42′ 38″ est              | « PA00118416 »                                | Classement                                    | 2004                                          | Église Notre-Dame-de-Toute-Grâce du plateau d'Assy               |
| Sanatorium Martel de Janville                                    | Passy                                                        | 251 route Martel-de-Janville                             | 45° 56′ 42″ nord, 6° 42′ 59″ est              | « PA74000012 »                                | Inscription                                   | 2008                                          | Sanatorium Martel de Janville                                    |
| Église Notre-Dame-de-l'Assomption de Peillonnex                  | Peillonnex                                                   | Route du Prieuré                                         | 46° 07′ 58″ nord, 6° 22′ 44″ est              | « PA00118417 »                                | Inscription                                   | 1971                                          | Église Notre-Dame-de-l'Assomption de Peillonnex                  |
| Abbaye du Petit-Lieu                                             | Perrignier                                                   | Chemin de l'Abbaye                                       | 46° 18′ 37″ nord, 6° 25′ 57″ est              | « PA74000052 »                                | Inscrit                                       | 2022                                          | Image manquante Téléverser                                       |
| Maison forte de Cursinges                                        | Perrignier                                                   |                                                          | 46° 17′ 46″ nord, 6° 27′ 19″ est              | « PA00118473 »                                | Inscription                                   | 1990                                          | Maison forte de Cursinges                                        |
| Tour du Draillant                                                | Perrignier                                                   |                                                          | 46° 18′ 18″ nord, 6° 27′ 25″ est              | « PA00118474 »                                | Inscription                                   | 1990                                          | Tour du Draillant                                                |
| Église de la Visitation-de-Notre-Dame de Quintal                 | Quintal                                                      |                                                          | 45° 50′ 17″ nord, 6° 05′ 11″ est              | « PA00118420 »                                | Inscription                                   | 1986                                          | Église de la Visitation-de-Notre-Dame de Quintal                 |
| Pierre-aux-Fées                                                  | Reignier-Ésery                                               | Route de la Pierre aux Fées                              | 46° 07′ 46″ nord, 6° 17′ 29″ est              | « PA00118421 »                                | Classement                                    | 1910                                          | Pierre-aux-Fées                                                  |
| Chartreuse du Reposoir                                           | Le Reposoir                                                  | La Chartreuse                                            | 46° 00′ 20″ nord, 6° 32′ 15″ est              | « PA00118422 »                                | Classement                                    | 1910                                          | Chartreuse du Reposoir                                           |
| Château de La Roche-sur-Foron                                    | La Roche-sur-Foron                                           |                                                          | 46° 02′ 24″ nord, 6° 11′ 07″ est              | « PA00118424 »                                | Inscription                                   | 1944                                          | Château de La Roche-sur-Foron                                    |
| Couvent des Bernardines de La Roche-sur-Foron                    | La Roche-sur-Foron                                           | 86 faubourg Saint-Bernard                                | 46° 03′ 59″ nord, 6° 18′ 35″ est              | « PA00118425 »                                | Inscription                                   | 1984                                          | Couvent des Bernardines de La Roche-sur-Foron                    |
| Croix de chemin de La Roche-sur-Foron                            | La Roche-sur-Foron                                           |                                                          | 46° 04′ 04″ nord, 6° 18′ 52″ est              | « PA00118423 »                                | Classement                                    | 1906                                          | Croix de chemin de La Roche-sur-Foron                            |
| Église Saint-Jean-Baptiste de La Roche-sur-Foron                 | La Roche-sur-Foron                                           | Place Saint-Jean                                         | 46° 03′ 57″ nord, 6° 18′ 48″ est              | « PA00118426 »                                | Inscription                                   | 1975                                          | Église Saint-Jean-Baptiste de La Roche-sur-Foron                 |
| Immeuble                                                         | La Roche-sur-Foron                                           | 1 rue des Fours                                          | 46° 03′ 58″ nord, 6° 18′ 48″ est              | « PA00118427 »                                | Inscription                                   | 1944                                          | Immeuble                                                         |
| Église Sainte-Agathe de Rumilly                                  | Rumilly                                                      |                                                          | 45° 52′ 00″ nord, 5° 56′ 40″ est              | « PA00118428 »                                | Inscription Inscription                       | 1926 2009                                     | Église Sainte-Agathe de Rumilly                                  |
| Meulières de Saint-André-de-Boëge                                | Saint-André-de-Boëge                                         |                                                          | 46° 11′ 15″ nord, 6° 22′ 12″ est              | « PA74000009 »                                | Classement                                    | 2009                                          | Meulières de Saint-André-de-Boëge                                |
| Cave aux Fées                                                    | Saint-Cergues                                                | Route de la Chandouze                                    | 46° 13′ 11″ nord, 6° 18′ 35″ est              | « PA00118430 »                                | Classement                                    | 1889                                          | Cave aux Fées                                                    |
| Croix de chemin de Saint-Cergues                                 | Saint-Cergues                                                |                                                          | 46° 14′ 03″ nord, 6° 19′ 14″ est              | « PA00118429 »                                | Classement                                    | 1906                                          | Croix de chemin de Saint-Cergues                                 |
| Maison forte de La Sauffaz                                       | Saint-Félix                                                  |                                                          | 45° 49′ 06″ nord, 5° 58′ 40″ est              | « PA00118431 »                                | Inscription                                   | 1977                                          | Maison forte de La Sauffaz                                       |
| Église Saint-Ferréol                                             | Saint-Ferréol                                                |                                                          | 45° 45′ 59″ nord, 6° 18′ 21″ est              | « PA74000023 »                                | Inscription                                   | 2015                                          | Église Saint-Ferréol                                             |
| Chapelle des Chattrix                                            | Saint-Gervais-les-Bains                                      |                                                          | 45° 51′ 45″ nord, 6° 43′ 00″ est              | « PA00118432 »                                | Inscription                                   | 1976                                          | Chapelle des Chattrix                                            |
| Chapelle des Plans                                               | Saint-Gervais-les-Bains                                      | Hameau des Plans                                         | 45° 51′ 57″ nord, 6° 42′ 47″ est              | « PA00118433 »                                | Inscription                                   | 1975                                          | Chapelle des Plans                                               |
| Château de la Comtesse                                           | Saint-Gervais-les-Bains                                      | 231 rue de la Comtesse                                   | 45° 53′ 28″ nord, 6° 42′ 46″ est              | « PA74000058 »                                | Inscrit                                       | 2024                                          | Image manquante Téléverser                                       |
| Église Saint-Gervais de Saint-Gervais-les-Bains                  | Saint-Gervais-les-Bains                                      |                                                          | 45° 53′ 31″ nord, 6° 42′ 40″ est              | « PA00118434 »                                | Inscription Classement                        | 1987 1987                                     | Église Saint-Gervais de Saint-Gervais-les-Bains                  |
| Église Saint-Nicolas-de-Véroce de Saint-Gervais-les-Bains        | Saint-Gervais-les-Bains                                      | Saint-Nicolas                                            | 45° 51′ 18″ nord, 6° 43′ 23″ est              | « PA00118435 »                                | Classement                                    | 2006                                          | Église Saint-Nicolas-de-Véroce de Saint-Gervais-les-Bains        |
| Hôtel du Mont-Joly                                               | Saint-Gervais-les-Bains                                      | La Forêt-du-Milieu, 412, 428, 448 avenue du Mont-Paccard | 45° 53′ 47″ nord, 6° 42′ 39″ est              | « PA74000001 »                                | Inscription                                   | 1997                                          | Hôtel du Mont-Joly                                               |
| Inscription romaine du col de la Forclas                         | Saint-Gervais-les-Bains                                      |                                                          | 45° 54′ 30″ nord, 6° 43′ 00″ est              | « PA00118436 »                                | Classement                                    | 1875                                          | Inscription romaine du col de la Forclas                         |
| Site castral de Saint-Gervais-les-Bains                          | Saint-Gervais-les-Bains                                      | Le Châtelet                                              | 45° 53′ 31″ nord, 6° 42′ 23″ est              | « PA00118471 »                                | Inscription                                   | 1989                                          | Image manquante Téléverser                                       |
| Abbaye d'Aulps                                                   | Saint-Jean-d'Aulps                                           |                                                          | 46° 14′ 31″ nord, 6° 39′ 00″ est              | « PA00118437 »                                | Inscription Classement                        | 1940 1902                                     | Abbaye d'Aulps                                                   |
| Site archéologique des Marais et Lac d'Annecy                    | Saint-Jorioz                                                 |                                                          | 45° 50′ 08″ nord, 6° 10′ 57″ est              | « PA74000015 »                                | Classement                                    | 2011                                          | Site archéologique des Marais et Lac d'Annecy                    |
| Église de la Conversion-de-Saint-Paul de Saint-Paul-en-Chablais  | Saint-Paul-en-Chablais                                       | rue de Blonay                                            | 46° 22′ 46″ nord, 6° 37′ 42″ est              | « PA74000053 »                                | Inscrit                                       | 2022                                          | Église de la Conversion-de-Saint-Paul de Saint-Paul-en-Chablais  |
| Collégiale Saint-Jacques de Sallanches                           | Sallanches                                                   |                                                          | 45° 56′ 14″ nord, 6° 37′ 34″ est              | « PA00118438 »                                | Inscription                                   | 1986                                          | Collégiale Saint-Jacques de Sallanches                           |
| Pont Coppet                                                      | Sales (également situé sur la commune de Vallières)          |                                                          | 45° 53′ 22″ nord, 5° 56′ 20″ est              | « PA74000024 »                                | Inscription                                   | 2015                                          | Image manquante Téléverser                                       |
| Château de Sallenôves                                            | Sallenôves                                                   |                                                          | 46° 00′ 40″ nord, 5° 59′ 45″ est              | « PA00118439 »                                | Inscription                                   | 1931                                          | Château de Sallenôves                                            |
| Église Notre-Dame-de-l'Assomption de Samoëns                     | Samoëns                                                      |                                                          | 46° 05′ 01″ nord, 6° 43′ 37″ est              | « PA00118440 »                                | Inscription                                   | 1987                                          | Église Notre-Dame-de-l'Assomption de Samoëns                     |
| Ferme du Clos Parchet                                            | Samoëns                                                      | Cessonnex                                                | 46° 06′ 06″ nord, 6° 42′ 04″ est              | « PA74000010 »                                | Inscription                                   | 2007                                          | Ferme du Clos Parchet                                            |
| Fontaine de Samoëns                                              | Samoëns                                                      | Place du Gros-Tilleul                                    | 46° 05′ 00″ nord, 6° 43′ 38″ est              | « PA74000025 »                                | Inscription                                   | 2015                                          | Fontaine de Samoëns                                              |
| Jardin botanique alpin La Jaÿsinia                               | Samoëns                                                      | Le Château                                               | 46° 05′ 02″ nord, 6° 43′ 32″ est              | « PA74000031 »                                | Inscription                                   | 2016                                          | Jardin botanique alpin La Jaÿsinia                               |
| Site archéologique du Crêt-de-Chatillon et Lac d'Annecy          | Sévrier                                                      |                                                          | 45° 51′ 39″ nord, 6° 09′ 18″ est              | « PA74000016 »                                | Classement                                    | 2011                                          | Site archéologique du Crêt-de-Chatillon et Lac d'Annecy          |
| Site archéologique des Mongets et Lac d'Annecy                   | Sévrier                                                      |                                                          | 45° 51′ 12″ nord, 6° 09′ 04″ est              | « PA74000017 »                                | Classement                                    | 2011                                          | Site archéologique des Mongets et Lac d'Annecy                   |
| Chapelle de Chavannex                                            | Sciez                                                        | 300 chemin de la Chapelle                                | 46° 18′ 58″ nord, 6° 22′ 38″ est              | « PA74000050 »                                | Inscrit                                       | 2022                                          | Image manquante Téléverser                                       |
| Pierre-du-Carreau                                                | Sciez                                                        |                                                          | 46° 19′ 00″ nord, 6° 23′ 14″ est              | « PA00118441 »                                | Classement                                    | 1911                                          | Image manquante Téléverser                                       |
| Château de la Croix                                              | Scionzier                                                    | Le Château, rue du Château ; rue de la Croix             | 46° 03′ 37″ nord, 6° 33′ 07″ est              | « PA00118442 »                                | Inscription Classement                        | 1988 1994                                     | Image manquante Téléverser                                       |
| Inscription gallo-romaine                                        | Seyssel                                                      | Base de la croix Grande Rue                              | 45° 57′ 30″ nord, 5° 50′ 01″ est              | « PA00118443 »                                | Classement                                    | 1936                                          | Inscription gallo-romaine                                        |
| Abbaye de Sixt                                                   | Sixt-Fer-à-Cheval                                            |                                                          | 46° 03′ 21″ nord, 6° 46′ 36″ est              | « PA74000002 »                                | Inscription                                   | 1997                                          | Abbaye de Sixt                                                   |
| Oratoire de Maison-Neuve                                         | Sixt-Fer-à-Cheval                                            |                                                          | 46° 03′ 11″ nord, 6° 46′ 03″ est              | « PA00118444 »                                | Classement                                    | 1943                                          | Oratoire de Maison-Neuve                                         |
| Abbaye de Talloires                                              | Talloires-Montmin                                            | Talloires                                                | 45° 50′ 29″ nord, 6° 12′ 42″ est              | « PA00118445 »                                | Inscription                                   | 1944                                          | Abbaye de Talloires                                              |
| Oratoire de Thoron                                               | Talloires-Montmin                                            | Talloires                                                | 45° 50′ 37″ nord, 6° 12′ 35″ est              | « PA00118446 »                                | Inscription                                   | 1944                                          | Image manquante Téléverser                                       |
| Villa Besnard                                                    | Talloires-Montmin                                            | 130 chemin du Quoex                                      | 45° 50′ 14″ nord, 6° 12′ 51″ est              | « PA74000051 »                                | Inscrit                                       | 2022                                          | Image manquante Téléverser                                       |
| Chartreuse de Mélan                                              | Taninges                                                     |                                                          | 46° 09′ 09″ nord, 6° 35′ 50″ est              | « PA00118447 »                                | Inscription Classement                        | 1983 1911                                     | Chartreuse de Mélan                                              |
| Chapelle de Flérier                                              | Taninges                                                     | Flérier                                                  | 46° 06′ 22″ nord, 6° 34′ 44″ est              | « PA00118448 »                                | Inscription                                   | 1986                                          | Chapelle de Flérier                                              |
| Fontaine de Taninges                                             | Taninges                                                     | Place du Marché                                          | 46° 06′ 32″ nord, 6° 35′ 30″ est              | « PA00118449 »                                | Inscription                                   | 1931                                          | Fontaine de Taninges                                             |
| Maison                                                           | Taninges                                                     | Place du Marché                                          | 46° 06′ 32″ nord, 6° 35′ 31″ est              | « PA00118450 »                                | Inscription                                   | 1977                                          | Maison                                                           |
| Église Saint-Jean-Baptiste                                       | Taninges                                                     | Place du Marché                                          | 46° 06′ 29″ nord, 6° 35′ 32″ est              | « PA74000026 »                                | Inscription                                   | 2015                                          | Église Saint-Jean-Baptiste                                       |
| Église Saint-Maurice de Thônes                                   | Thônes                                                       |                                                          | 45° 52′ 54″ nord, 6° 19′ 29″ est              | « PA00118451 »                                | Inscription                                   | 1971                                          | Église Saint-Maurice de Thônes                                   |
| Nécropole de Morette                                             | Thônes (également située sur la commune de La Balme-de-Thuy) |                                                          | 45° 53′ 54″ nord, 6° 17′ 14″ est              | « PA74000027 »                                | Inscription                                   | 2015                                          | Nécropole de Morette                                             |
| Chapelle de Concise                                              | Thonon-les-Bains                                             | 19B place de la Fontaine                                 | 46° 22′ 47″ nord, 6° 29′ 10″ est              | « PA74000028 »                                | Inscription                                   | 2015                                          | Chapelle de Concise                                              |
| Chapelle Saint-Étienne de Marin                                  | Thonon-les-Bains                                             | Mas des Vignes de la Chapelle                            | 46° 23′ 01″ nord, 6° 31′ 01″ est              | « PA00118452 »                                | Inscription                                   | 1941                                          | Chapelle Saint-Étienne de Marin                                  |
| Château des Guillet-Monthoux                                     | Thonon-les-Bains                                             |                                                          | 46° 22′ 20″ nord, 6° 28′ 48″ est              | « PA00118453 »                                | Classement                                    | 1911                                          | Château des Guillet-Monthoux                                     |
| Château de Ripaille et chartreuse de l'Annonciade-delà-les-Monts | Thonon-les-Bains                                             |                                                          | 46° 23′ 17″ nord, 6° 29′ 12″ est              | « PA00118454 »                                | Inscription                                   | 1942                                          | Château de Ripaille et chartreuse de l'Annonciade-delà-les-Monts |
| Château de Rives                                                 | Thonon-les-Bains                                             |                                                          | 46° 22′ 41″ nord, 6° 28′ 41″ est              | « PA00118455 »                                | Inscription                                   | 1932                                          | Château de Rives                                                 |
| Couvent de la Visitation de Thonon-les-Bains                     | Thonon-les-Bains                                             | 29, 31 rue des Granges                                   | 46° 22′ 21″ nord, 6° 28′ 52″ est              | « PA00118456 »                                | Inscription                                   | 1973                                          | Couvent de la Visitation de Thonon-les-Bains                     |
| Église Saint-Hippolyte                                           | Thonon-les-Bains                                             |                                                          | 46° 22′ 22″ nord, 6° 28′ 45″ est              | « PA00118457 »                                | Classement                                    | 1909                                          | Église Saint-Hippolyte                                           |
| Fontaine de Thonon-les-Bains                                     | Thonon-les-Bains                                             | Place de la Halle                                        | à géolocaliser                                | « PA00118458 »                                | Inscription                                   | 1930                                          | Image manquante Téléverser                                       |
| Fontaine de Thonon-les-Bains                                     | Thonon-les-Bains                                             | Place de l'Hôtel-de-Ville                                | 46° 22′ 23″ nord, 6° 28′ 41″ est              | « PA00118459 »                                | Classement                                    | 1942                                          | Fontaine de Thonon-les-Bains                                     |
| Hôtel de ville de Thonon-les-Bains                               | Thonon-les-Bains                                             | Place de l'Hôtel-de-Ville                                | 46° 22′ 24″ nord, 6° 28′ 40″ est              | « PA00118461 »                                | Inscription                                   | 1972                                          | Hôtel de ville de Thonon-les-Bains                               |
| Hôtel-Dieu de Thonon-les-Bains Ancien couvent des Minimes        | Thonon-les-Bains                                             |                                                          | 46° 22′ 08″ nord, 6° 28′ 44″ est              | « PA00118460 »                                | Classement                                    | 1924                                          | Hôtel-Dieu de Thonon-les-BainsAncien couvent des Minimes         |
| Maison forte de Marclaz                                          | Thonon-les-Bains                                             |                                                          | 46° 21′ 23″ nord, 6° 26′ 50″ est              | « PA00135664 »                                | Inscription                                   | 1995                                          | Maison forte de Marclaz                                          |
| Monument aux morts de Thonon-les-Bains                           | Thonon-les-Bains                                             | Square de la Gare                                        | 46° 22′ 10″ nord, 6° 28′ 53″ est              | « PA74000037 »                                | Inscription                                   | 2019                                          | Monument aux morts de Thonon-les-Bains                           |
| Pierre des Sacrifices                                            | Thonon-les-Bains                                             | Anthy                                                    | 46° 21′ 34″ nord, 6° 25′ 19″ est              | « PA00118462 »                                | Classement                                    | 1907                                          | Pierre des Sacrifices                                            |
| Tour et chapelle Saint-Bon                                       | Thonon-les-Bains                                             | Avenue du Léman                                          | 46° 22′ 30″ nord, 6° 28′ 54″ est              | « PA00118463 »                                | Inscription                                   | 1936                                          | Tour et chapelle Saint-Bon                                       |
| Pont Coppet                                                      | Vallières (également situé sur la commune de Sales)          |                                                          | 45° 53′ 22″ nord, 5° 56′ 20″ est              | « PA74000024 »                                | Inscription                                   | 2015                                          | Image manquante Téléverser                                       |
| Maison de Barberine                                              | Vallorcine                                                   | 258 route de Barberine                                   | 46° 03′ 01″ nord, 6° 56′ 32″ est              | « PA74000054 »                                | Inscrit                                       | 2023                                          | Image manquante Téléverser                                       |
| Tours de Mons                                                    | Vanzy                                                        |                                                          | 46° 01′ 40″ nord, 5° 53′ 16″ est              | « PA00118470 »                                | Inscription                                   | 1989                                          | Image manquante Téléverser                                       |
| Château de Fésigny                                               | Veyrier-du-Lac                                               |                                                          | 45° 53′ 07″ nord, 6° 10′ 40″ est              | « PA00125745 »                                | Inscription                                   | 1993                                          | Château de Fésigny                                               |
| Croix de chemin de Villard                                       | Villard                                                      |                                                          | 46° 13′ 07″ nord, 6° 26′ 26″ est              | « PA00118465 »                                | Classement                                    | 1906                                          | Croix de chemin de Villard                                       |
| Église Saint-Blaise                                              | Viuz-en-Sallaz                                               | Route des Anges                                          | 46° 08′ 54″ nord, 6° 24′ 40″ est              | « PA74000029 »                                | Inscription                                   | 2015                                          | Église Saint-Blaise                                              |
| Meulières du Mont Vouan                                          | Viuz-en-Sallaz                                               |                                                          | 46° 09′ 34″ nord, 6° 22′ 47″ est              | « PA74000011 »                                | Classement                                    | 2009                                          | Meulières du Mont Vouan                                          |
| Porte de Genève                                                  | Yvoire                                                       |                                                          | 46° 22′ 12″ nord, 6° 19′ 30″ est              | « PA00118466 »                                | Classement                                    | 1943                                          | Porte de Genève                                                  |
| Porte de Thonon                                                  | Yvoire                                                       |                                                          | 46° 22′ 11″ nord, 6° 19′ 38″ est              | « PA00118467 »                                | Classement                                    | 1981                                          | Porte de Thonon                                                  |